# Spondylurus sloanii
Spondylurus sloanii — вид сцинкоподібних ящірок родини сцинкових (Scincidae). Мешкає на Віргінських островах. Вид названий на честь британського натураліста Ганса Слоуна.

## Поширення і екологія
Spondylurus sloanii мешкають на островах Малий Тобаго, Норман, Петер і Солт в групі Британських Віргінських островів та на островах Сент-Томас, Капелла, Літл-Бак, Літл-Саба і Вотер в групі Американських Віргінських островів. Вони живуть в прибережних чагарникових і трав'янистих заростях, трапляються серед скель і на пляжах. Є живородними, самиці нарожують 4 дитинчати.

## Збереження
МСОП класифікує цей вид як такий, що перебуває на межі зникнення. Spondylurus sloanii загрожує хижацтво з боку інтродукованих мангустів, що призвело до зникнення цього виду на островах Сент-Томас і Вотер.